# Plzeň-Bezovka

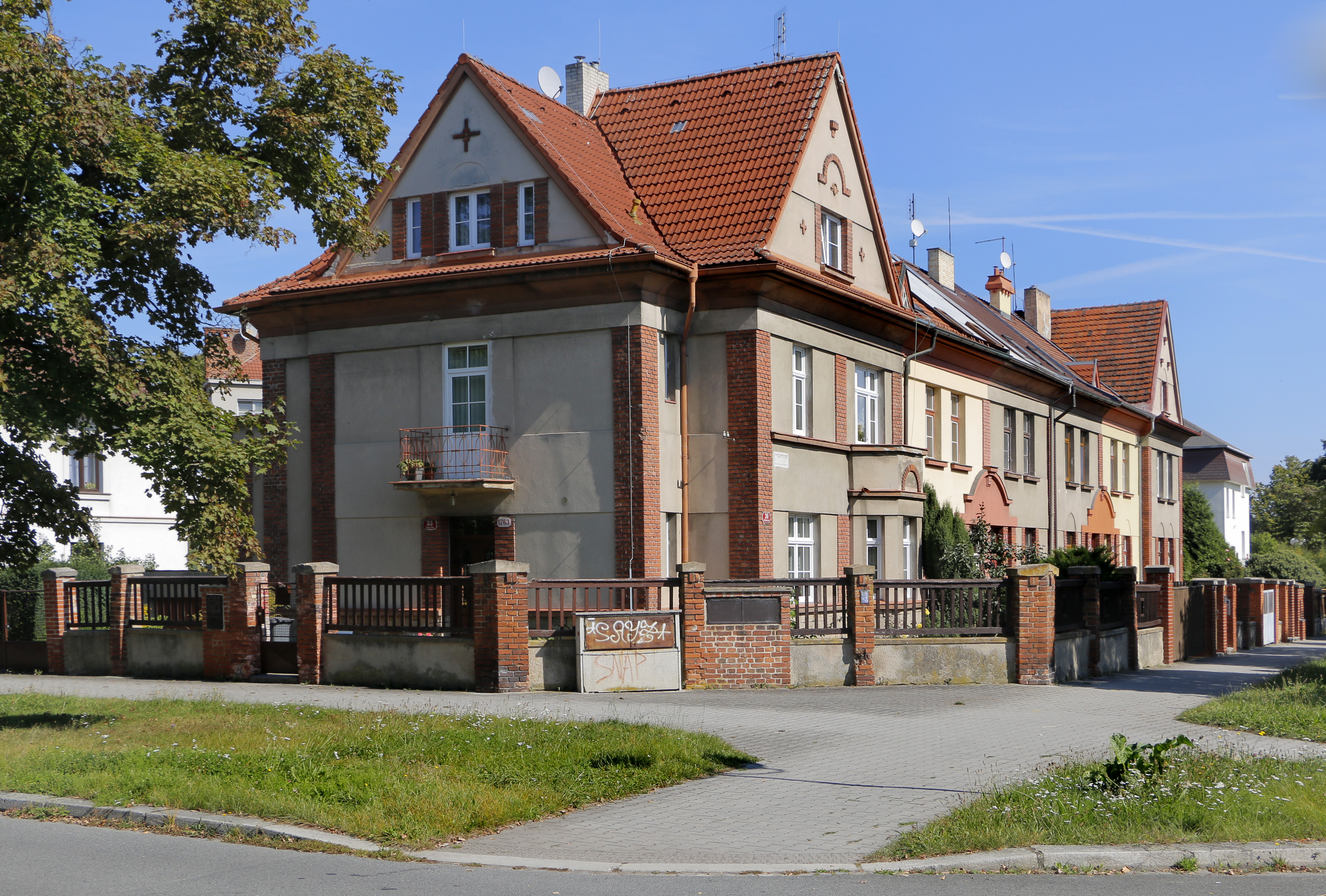
Čermákova ulice v Plzni-Bezovce

Plzeň-Bezovka je jednou ze dvou městských památkových zón na území Plzně (druhou je Plzeň-Lochotín). Je v ní dochována řada staveb, především vil, dokládajících vývoj architektury v první polovině 20. století. Ze slohů jsou zde zastoupeny funkcionalismus, moderna a historismus.
Městská památková zóna se rozkládá jižně od centra Plzně ve čtvrti Jižní Předměstí. Byla vyhlášena v roce 2003. K památkově chráněným domům patří Vila Jiřího Freunda.